# Àlvar d'Orriols
Àlvar d’Orriols i Lletget (Barcelona, 1r de gener de 1894 – Baiona, 18 de novembre de 1976) fou un dramaturg, poeta i músic que va exercir altres disciplines artístiques i culturals com el dibuix i l’escultura.

## Biografia
Va néixer a Barcelona, al número 53 del Passeig de Gràcia (casa de la Marqueza). Provenia d’una família acomodada i benestant barcelonina, fill de notari i net d'advocat, diputat a Corts. Des de nen va cursar els seus estudis al Pensionat dels germans Maristes de Mataró ‒Col·legi Valldemia‒, allà va ser on va aprendre molt bé el francès, llengua que més tard li servirà molt a la seva vida.
No va voler seguir la trajectòria professional familiar i molt aviat publica, com a periodista, els primers treballs en revistes i diaris de Barcelona (Actualidad Gráfica, España Teatral i Catalana, entre d'altres). I, alhora, de ben jove, ja va debutar en el teatre, en què va obtenir molts èxits i un reconegut prestigi.
Quan tenia només vint-i-cinc anys va començar la seva carrera al teatre, l'any 1919, al Teatre Fuencarral, de Madrid, amb l'estrena de La Daga, una traducció en vers, al castellà, de la famosa obra de Frederic Soler «Pitarra», Lo ferrer de tall. Més tard va convertir aquesta obra en drama líric, en col·laboració amb l'escriptor i filòsof Francesc Pujols, amb música del mestre Enric Morera, estrenada al Teatre Victòria, de Barcelona. Totes dues obres van aconseguir un veritable èxit.
Componia, tocava molt bé el violí i també el piano, però, sobretot, ell se sentia poeta. Diaris i revistes van publicar versos seus. Molt aviat va publicar el seu llibre de poesies Nervio (1921), gràcies als editors de Barcelona, Ortega Hermanos y Castillón.
El 1922 es va casar amb Manuela Colorado, que era madrilenya, així que van viure a Madrid. Van tenir dos fills, Álvaro i Mercedes.
La premsa de l’època ‒ABC, Blanco y Negro, La Publicidad, La Vanguardia…‒ sempre va destacar Àlvar d’Orriols com l’impulsor del teatre popular i de masses i com un creatiu incansable. Era un home capaç d’escriure, recitar i actuar quan faltava un actor, i tocar el violí com ningú.
El seu prestigi i celebritat, sobretot als anys trenta del segle passat, li va suposar un gran reconeixement popular que va fer que, en diverses ocasions, el públic que assistia al teatre a veure les seves obres –que componia i dirigia–, l’enlairés i el portés a les espatlles per donar-li un volta a l’edifici del teatre on es representava la funció de forma semblant amb el que es feia amb els grans toreros d’aquella època. Així va passar amb l'estrena a Madrid de Rosas de Sangre (2 de maig de 1931), el que li va valer ser victorejat i conduït a coll des de les portes del teatre fins a la Puerta del Sol.
Amb la seva família, el 23 de gener de 1939, al final de la Guerra Civil Espanyola, emprèn un llarg camí cap a l’exili fins a Baiona, al País Basc Nord (Estat francès), on va viure fins a la seva mort i on va continuar escrivint, en castellà i en català. Cal ressaltar la traducció al català de Cyrano de Bergerac, d’Edmond Rostand; i de Yerma i La casa de Bernarda Alba, de Federico García Lorca, i dues obres originals: L’hostal del mar i La guerra sens homes, entre moltes altres com, per exemple, alguns poemes de Rubén Darío.
En el llibre Les Fogueres del Pertús. Diari de l’evacuació de Catalunya va explicar magistralment el seu èxode dramàtic. El llibre, que, a més, està il·lustrat per nombrosos dibuixos fets per Orriols mateix, és un diari en què s’expliquen anècdotes, vivències, sentiments, emocions… que situen el lector dins d’un malaurat episodi de la nostra història en el qual amb reflexions, diàlegs, narracions… es fa una crònica ‒escrita i il·lustrada‒ d’un llarg i tortuós camí: l’exili. El nom del llibre ve donat perquè, segons Orriols, els exiliats, quan ja entraven a França, i concretament al Pertús, a la nit encenien fogueres per tal d’escalfar-se. De lluny, s’observava un reguitzell de fogueres a l’alçada, precisament, del Pertús.
La seva filosofia de vida i sensibilitat social el va fer un gran defensor de la justícia, la llibertat i dels valors democràtics i republicans, i això va fer que s’exiliés a França acabada la Guerra Civil. Així, a principis de l’any 1939, amb la seva família, va emprendre el tortuós camí de l’exili: Barcelona, Hostalric, Girona, Figueres, la Jonquera, el Pertús, Perpinyà, Baiona…
El 10 d’octubre de 1947 escriu el poema President Companys. In memoriam, en català, per a una publicació francesa, que fou un homenatge al president Lluís Companys, una crítica a l’Estat espanyol franquista i un record per la seva Catalunya natal.
Va morir l’any 1976, a l’edat de vuitanta-dos anys, sense poder veure reflectida la seva voluntat de retornar de nou al seu país en democràcia i quan estava traduint una obra seva al català, La cançó del corsari.
També era un hàbil esperantista, va traduir les obres de diversos escriptors a aquesta llengua i en va ser delegat pel Departament dels Pirineus Atlàntics. Allò el va ocupar molt de temps en les hores amargues del desterrament, ja que es cartejava amb intel·lectuals com ell, i aquest intercanvi li permetia evadir-se una mica de la monotonia en què havia esdevingut la seva vida. Va traduir a aquest idioma el Romancero Gitano de García Lorca.
A més de l’esperanto, parlava set idiomes més: català, castellà, francès, italià, anglès, alemany i llatí.

## Relacions il·lustres
Sempre va ser una persona molt afable, amb un caràcter molt obert, per la qual cosa va tenir molts amics i coneguts. Podem destacar: Enrique Rambal, els germans Quintero, Manuel i Antonio Machado, Rafael Alberti, Amadeu Vives, Federico García Lorca, Salvador Dalí, Ramón María del Valle-lnclán, Jorge Luis Borges, José Ortega y Gasset, Jacinto Benavente, etc. Una gran amistat el va unir sempre a Enrique Reoyo, amb qui va repartir molts aplaudiments. Però els seus grans amics, els que van compartir junts la seva joventut i els seus somnis d'artista, van ser Jacinto Guerrero i Benito Perojo. Mai no va oblidar els consells de Pompeyo Gener, gran amic, que sempre el va encoratjar i s'emocionava quan li llegia els primers versos.

## La seva obra
- 1919: La Daga. Drama en tres actes, estrenat a Madrid, al Teatro Fuencarral. Obra traduïda i adaptada de Frederic Soler «Pitarra». Col·labora amb Francesc Pujols i Enric Morera. Aquesta mateixa obra s’estrenà amb un gran èxit al teatre Victòria de Barcelona. Alguns dels seus amics d’aquella època són Enrique Rambal, els germans Quintero, Antonio Machado, Rafael Alberti, Amadeu Vives, entre d'altres.

- 1921: Nervio. El seu primer llibre de poesia.

- 1925: El Mastín de la Pedrosa. Presenta i estrena la primera sarsuela, amb música de Francisco Capo, al Teatro Novedades de Madrid.

- 1925: Costa Brava. Sarsuela al Teatro El Cisne de Madrid. Orriols i Capo varen triomfar i van arribar a sortir a les espatlles del públic. El dia 8 de setembre, ABC cita que l’autor Àlvar d’Orriols actua com a actor per la malaltia del senyor Monjardín, que feia el paper d’Onofre. A Àlvar d’Orriols l’actuació li surt brodada i té un sonat èxit, i es revela així com un gran intèrpret.

- 1927: Pescadora de Ubiarco. Sarsuela estrenada al Teatro El Cisne de Madrid amb la col·laboració d’Enrique Reoyo i el mestre Tena.

- 1927: El Caudillo del Urbión. Sarsuela estrenada al Teatro Maravillas de Madrid, amb música de Josep Maria Tena.

- 1930: Athael. Drama fantàstic presentat en vers al Teatro Fuencarral de Madrid, que el consagra com un gran poeta.

- 1931: Rosas de Sangre. Drama polític presentat al Teatro Fuencarral de Madrid. Fou un èxit apoteòsic que va produir una sensació i entusiasme tan grans que el públic que emplenava la sala va pujar a l’escenari, al final de la representació, per portar-lo a espatlles fins a la Puerta del Sol.

- 1931: Los enemigos de la República. Continuació del drama de Rosas de Sangre, estrenat al Teatre Llibertat de València. Aquesta obra també és representada a Madrid, al Teatro Maravillas, per la companyia de l’actriu Concha Olona. Marxa a l'Argentina, on la representa al Teatro Mayo de Buenos Aires. Fou un clamorós èxit a tot arreu.

- 1934: Cadenas. Estrena d’aquest drama històric al Teatro Español de Madrid. És dirigit per Arturo de la Riva.

- 1935: La Moza Esquiva. Sarsuela estrenada al Teatro Fuencarral de Madrid, amb lletra i música del mateix Àlvar d’Orriols, harmonitzada pel compositor Enrique Sanz i amb la direcció de Carles Oller.

- 1935: Cómicos. Un document excepcional sobre la vida teatral des de dins, que s’estrena en diverses províncies, inclosa Barcelona.

- 1935: La Dida. Tenia projectat estrenar aquesta obra al Teatro Español de Madrid l’any 1936, amb Margarida Xirgu. La guerra ho impedeix.

- 1936: Máquinas. Drama social representat al Teatro Europa de Madrid, al Teatre Apolo de Barcelona i al Teatro de la Comedia de València. A les tres ciutats assolí una gran acollida. El Mundo Deportivo del 30 d’octubre de 1936 considera aquesta obra una gran acció social i destaca per primera vegada que hi ha més de cent cinquanta figurants i que és un gran treball «com mai ningú ha realitzat». D’aquesta obra teatral se’n varen fer més de cinquanta representacions.

- 1937: España en pie. La va representar al Teatre Apolo de Barcelona la Companyia Salvador Sierra i va recórrer durant tot un any moltes ciutats i pobles de Catalunya. També es va representar al Teatro Pavón de Madrid i a La Salle Pleyel de París. Se’n van fer més de dues-centes representacions.

- 1937: Retaguardia. Representada al Teatre Espanyol de Barcelona i al Teatro Pavón de Madrid.

### Exili
- 1945-1963. Articles polítics antifranquistes en algunes publicacions de l'exili republicà (España Combatiente i El Socialista Español de París, Socialismo y Revolución de Lieja).

- 1950 Campanarios. Escriu novel·la llarga (inèdita).

- 1970 Cyrano de Bergerac. Traducció en català de l’obra d’Edmond Rostand, editorial Milà, Barcelona.

- 1972 La Casa de Bernarda Alba. Traducció al català de l’obra de Federico García Lorca, editorial Milà, Barcelona.

- 1972 L’hostal del Mar. Obra de teatre. Editorial Milà.

- 1974 La guerra sens homes. Editorial Milà.

- 1995 Les feux du Perthus, Journal de l’exode espagnol. Editorial La Bruyère, París. De lectura recomanada en els instituts de França.

- 2008 Las Hogueras de Perthus. Diario de la evacuación de Catalunya. Editorial Edicios do Castro.

- 2011 Les feux du Perthus. Journal de l’exode espagnol. Editions Privat, França.

- 2014 Les fogueres del Pertús. Diari de l’evacuació de Catalunya. GORBS Comunicació i Edicions

### Traduccions
- Poesies de Rubén Darío (sense editar)

- El Romancero Gitano, García Lorca (sense editar)

- Romances de nuestra guerra, poesia (sense editar)

- Traducció al català de diferents autors.